# La Vie secrète des arbres
La Vie secrète des arbres (sous titré Ce qu'ils ressentent. Comment ils communiquent) est un livre de l'ingénieur forestier et écrivain allemand Peter Wohlleben, paru en 2015 sous le titre Das geheime Leben der Bäume et traduit en français aux éditions Les Arènes en 2017.

## Résumé
Le livre évoque les différentes facettes du monde sylvestre. L'auteur montre que les arbres sont capables de communiquer entre eux par les odeurs et par les signaux électriques, ainsi que par leurs racines. Il indique qu'ils s'entraident et auraient une forme de mémoire.

## Critiques et réception

### Accueil critique
Le livre est perçu par Le Monde comme une sorte de « conte naturaliste » où l'auteur emploie « des mots simples mais avec la rigueur scientifique de son métier de forestier ». Le journal chrétien La Croix y voit un « livre poétique et empathique ». La critique de l'édition en ligne francophone du Huffington Post estime que le livre forme « un récit passionnant et engagé » où l'auteur « (s'appuie) sur des études publiées dans les plus sérieuses revues scientifiques ».
Le titre du livre semble faire référence au livre La Vie secrète des plantes (1975) des journalistes Peter Tompkins et Christopher Bird, best seller s'appuyant sur des travaux du spécialiste en détecteur de mensonges Cleve Backster de 1966, considérés comme de la pseudo-science et réfutés par une publication scientifique. En fait l'approche de Peter Wohlleben est assez différente de celle de ses prédécesseurs (il ne fait par exemple aucunement référence à C. Backster et cite explicitement des travaux scientifiques, même s'il est parfois difficile de faire, dans le livre, la part de ce qui a un fondement scientifique de ce qui est une interprétation de l'auteur à partir de ses propres observations). Mais quarante ans plus tard, l'approche empathique et anthropomorphique totalement assumée envers les arbres, mais surtout les interprétations des articles scientifiques par les auteurs, suscitent à nouveau des réactions négatives et des protestations de nombreux scientifiques… mais pas de tous. Suzanne Simard, professeur à l’université de la Colombie-Britannique, qui travaille sur les réseaux mycorhiziens et qui est la référence scientifique principale citée par Peter Wohlleben, réserve un accueil favorable à l'ouvrage de Peter Wohlleben[réf. nécessaire].
La communauté scientifique est partagée. Francis Martin, chercheur à l'INRA de Nancy, spécialiste des réseaux mycorhiziens, Mériem Fournier, ingénieur forestier de l'ENGREF ou encore Bruno Moulia, chercheur à l’INRA de Clermont-Ferrand dans une des équipes pionnières sur la sensibilité des plantes, soulignent que le succès du livre révèle un intérêt nouveau du grand public pour la vie des arbres, ainsi que pour la recherche scientifique et la pratique forestière. En conséquence, le succès de ce livre fournit selon eux l'accroche médiatique pour pouvoir introduire toutes les découvertes scientifiques récentes concernant la sensibilité des plantes, leurs symbioses et leurs communications. Tout en réaffirmant que ce livre enjolive quelques travaux de chercheurs et n’est en aucun cas un ouvrage de vulgarisation scientifique, ces trois chercheurs enjoignent à leurs collègues et aux praticiens forestiers de rester curieux sur les recherches portant sur la perception, la signalisation et la communication des plantes, et d'engager le débat avec le grand public,.
D'autres scientifiques ont publié des prises de positions beaucoup plus critiques. En Allemagne d'abord, les professeurs Christian Ammer et Jürgen Bauhus (de), respectivement de l'université de Göttingen et de l'université de Fribourg-en-Brisgau, écrivent une lettre ouverte aux rédacteurs des principaux quotidiens allemands et diffuseurs de radio et de télévision, considérant que les déclarations de Wohlleben « représentent un conglomérat de demi-vérités basées sur des sources choisies selon ses propres appréciations et suppositions », et les appellent « à accorder plus d'attention à l'examen critique au contenu professionnel du livre ». Ils lancent une pétition en ligne en février 2017 pour relayer leur propos. Elle recueille 4 500 signatures dans 18 pays européens, dont 96 % en Allemagne, accompagnée d'un débat pour et contre. En France, Bernard Roman-Amat, ingénieur forestier à la retraite, secrétaire de la section « Forêts et filière bois » de l'Académie d'agriculture de France signe une note sur cet ouvrage. Il considère que le livre, qui « a toute sa valeur comme expression de la subjectivité militante d'une personne, ne peut pas être considéré comme un ouvrage de vulgarisation scientifique », en raison de « sources absentes ou non vérifiables, extrapolations non justifiées, interprétations abusives et même erreurs manifestes. » Dans le magazine de vulgarisation scientifique Epsiloon, la journaliste Alexandra Pihen (d) estime, avec de nombreuses citations de scientifiques à l'appui, que « Si, d’un point de vue scientifique, la messe semble dite, l’idée est si belle qu’elle sera sans doute difficile à dissiper… ».

### Ventes
Le livre est vendu à plus de 1 million d'exemplaires dans le monde : 700 000 exemplaires en Allemagne et 250 000 exemplaires en France (autant que le prix Goncourt). Traduit en 32 langues, c'est un succès de librairie dans de nombreux pays. La traduction française paraît d'abord assez discrètement en mars 2017, pour devenir rapidement un succès de librairie inattendu en juin 2017, elle approche des 200 000 exemplaires vendus et en septembre 2017, atteint 208 000 exemplaires vendus, selon GfK.

## Adaptation au cinéma
Un documentaire de 45 minutes, L'Intelligence des arbres, est réalisé à partir du livre par Julia Dordel et Guido Tölke. Il est produit par Jupiter film et sort en salles en France en septembre 2017,. Comme le livre, ce documentaire soulève la controverse ; d'autant plus qu'au documentaire sur le livre de Peter Wohlleben s'adjoint un autre documentaire qui mélange des interventions de scientifiques avec des affirmations de praticiens qui sont proches du livre La Vie secrète des plantes (1975) , . Mais ce film conduit aussi à une prise de conscience de la part des chercheurs et des professionnels de la forêt de la nécessité de développer l'information forestière et de « sortir de l'entre soi »,, et l'on voit de nombreux scientifiques accepter de participer à des débats publics organisés autour du film.

## Citation
« Quand on sait qu'un arbre est sensible à la douleur et a une mémoire, que des parents-arbres vivent avec leurs enfants, on ne peut plus les abattre sans réfléchir, ni ravager leur environnement en lançant des bulldozers à l'assaut des sous-bois ».